# Friedrich III. von Aufseß
Friedrich III. von Aufseß († 26. Februar 1440) war von 1421 bis 1431 Fürstbischof von Bamberg.

## Herkunft

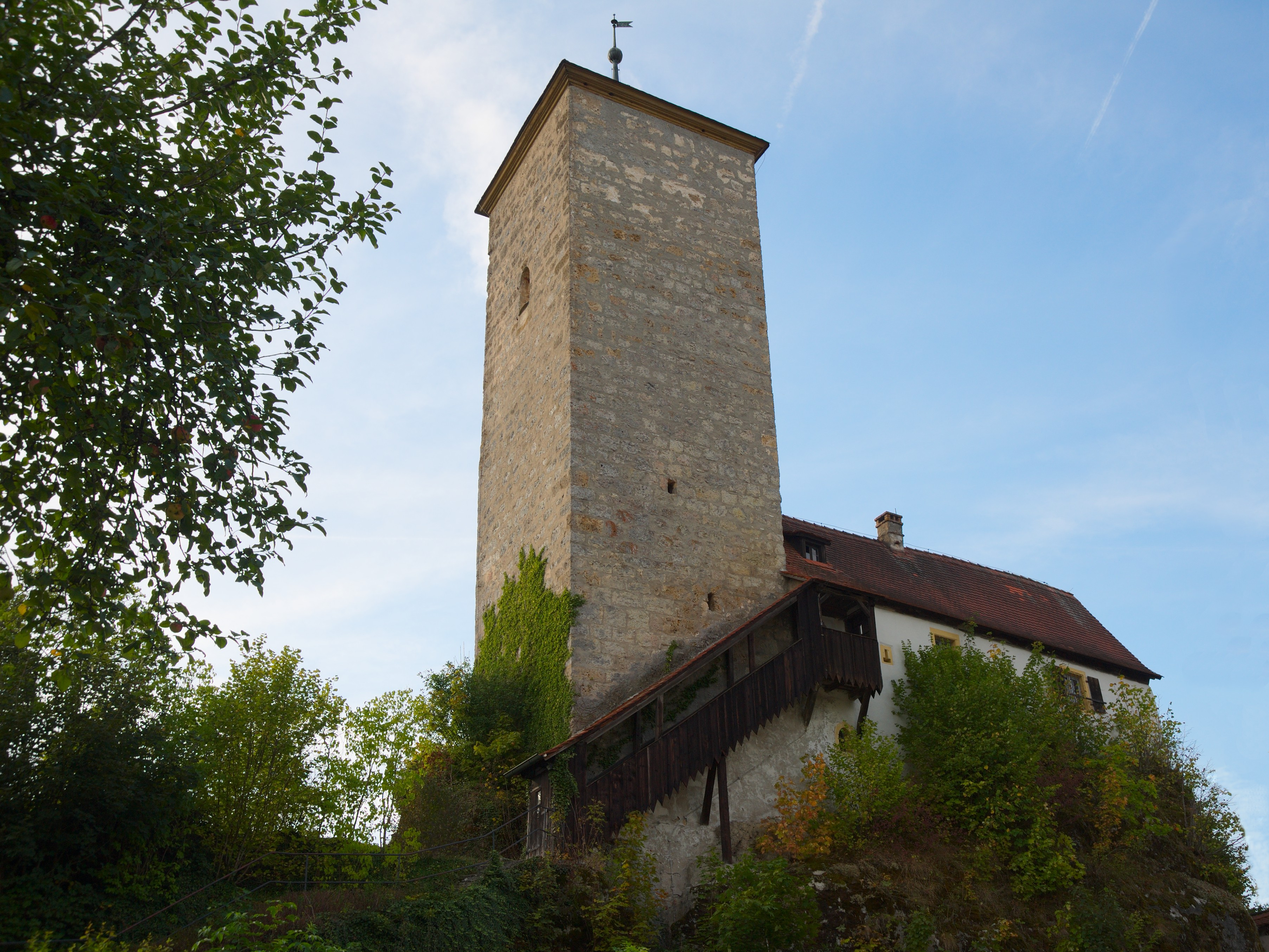
Rabenturm der Burg Unteraufseß (Bild ist annotiert, Linksklick und Mauszeiger über das Bild bewegen, um Notizen zu sehen)

Friedrich III. von Aufseß stammte aus der fränkischen reichsfreien Adelsfamilie von Aufseß (siehe auch Liste fränkischer Rittergeschlechter). Der namensgebende Ort Aufseß samt Burg Unteraufseß und Schloss Oberaufseß ist heute eine Gemeinde im oberfränkischen Landkreis Bayreuth. Unter den Bamberger Domherren befanden sich weitere Familienmitglieder, herausragend war Jahrhunderte später Jobst Bernhard von Aufsees (1671–1738).

## Biografische Daten
Zur Zeit der Ernennung von Friedrich III. von Aufseß zum Fürstbischof war Martin V. Papst und Sigismund römisch-deutscher König. Friedrich war zunächst Bamberger Domherr. 1422 erhielt Staffelstein von Friedrich das Recht, eine Stadtbefestigung zu errichten. 1430 ernannte er Mistendorf bei Teuchatz zur Pfarrei.
Die Hussiten fielen im Winter 1429/30 in Franken ein und rückten das Maintal hinab auch auf Bamberg vor (siehe auch Hussitenkriege). Das Domkapitel floh mit dem Domschatz (heute im Diözesanmuseum Bamberg) auf die Giechburg, der Bischof selbst nach Kärnten. Die wohlhabenden Bürger flohen nach Forchheim. Die Hussiten nahmen Bamberg jedoch nicht ein. Als sie Scheßlitz erobert hatten, plünderten die in Bamberg verbliebenen Handwerker, Tagelöhner und Bauern die Bürgerhäuser, Kirchen und Klöster. Kurz darauf handelte Markgraf Friedrich von Brandenburg mit Andreas Prokop auf Burg Zwernitz einen Waffenstillstand aus und Bamberg zahlte 12.000 Gulden Lösegeld, um der Brandschatzung zu entgehen. Die Hussiten zogen über Hollfeld nach Pegnitz ab. Als Bischof und Rat der Stadt zurückgekehrt waren, richteten sie über die Anführer des Aufstandes.
Zur vorzeitigen Abdankung Friedrichs 1431 führte unter anderem die Begünstigung Bamberger Bürger durch den späteren Kaiser. Dies ist ungewöhnlich, da die Fürstbischöfe in der Regel immer bis zu ihrem Tode im Amt blieben; Friedrich starb 1440. Die Regentschaft des Fürstbischofs übernahm Anton von Rotenhan. Seine Wahl fand in Staffelstein statt, weil damals in Bamberg die Pest wütete.

## Wappen

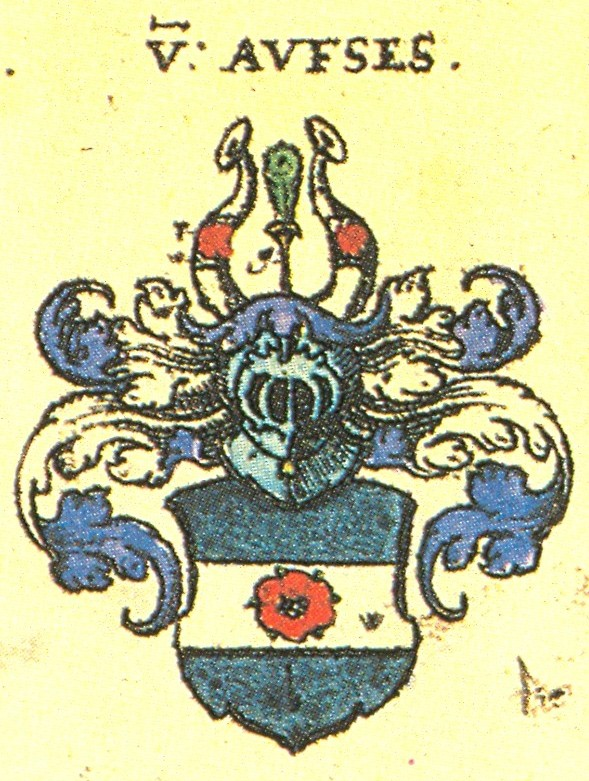
Familienwappen

Das Familienwappen ist auf Blau ein silberner Balken, der mit einer roten Rose belegt ist. Der Helm hat zwei Büffelhörner und ist wie der Schild tingiert, die Decken sind Silber und Blau. Das Wappen des Fürstbischofs ist üblicherweise gemehrt. Für Bamberg steht der schwarze Löwe, belegt mit einer silbernen Schrägleiste auf goldenem Grund. Das Wappen findet sich zum Beispiel als Schlussstein in der Oberen Pfarre in Bamberg.